# Jadranka Kosor

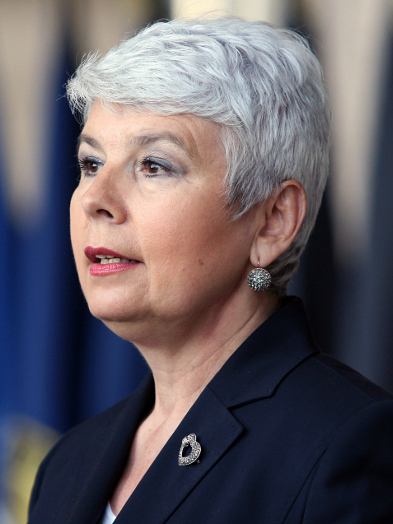
Jadranka Kosor (2011)

Jadranka Kosor [ˈjadraːnka ˈkɔsɔr] (* 1. Juli 1953 in Pakrac) ist eine kroatische Politikerin und Journalistin. Am 3. Juli 2009 wurde sie von Präsident Stjepan Mesić mit der Bildung einer neuen Regierung ihres Heimatlandes beauftragt, nachdem Premierminister Ivo Sanader am 1. Juli 2009 seinen Rücktritt erklärt hatte. Vom 6. Juli 2009 bis zum 23. Dezember 2011 war sie Premierministerin Kroatiens.

## Biografie
Kosor absolvierte ein Studium der Rechtswissenschaft an der Universität Zagreb. Ab 1972 arbeitete sie als Journalistin für Večernji list und Radio Zagreb. Sie war Mitglied des kroatischen Landesverbandes des Bundes der Kommunisten Jugoslawiens. Während des Kroatien-Kriegs 1991–1995 arbeitete sie als Radioreporterin. In ihrer Sendung griff sie Kriegsthemen wie die Flüchtlingsproblematik und die Traumata verletzter Kriegsheimkehrer auf.
1995 wurde Kosor für die konservative Kroatische Demokratische Union (HDZ) Abgeordnete im kroatischen Parlament. Von 1995 bis 2000 war sie Vizepräsidentin des Parlamentes, von 1995 bis 1997 und erneut von 2002 bis 2009 stellvertretende Vorsitzende der HDZ.
Premierminister Ivo Sanader holte Kosor nach seinem Wahlsieg 2003 als Ministerin für Familie, Kriegsveteranen und Solidarität zwischen den Generationen in sein Kabinett.
Die HDZ nominierte sie 2005 für die Präsidentschaftswahl zur Kandidatin. In der ersten Runde lag sie nach Auszählung der Stimmen knapp vor Boris Mikšić auf Rang 2. In der Stichwahl am 16. Januar 2005 unterlag sie dann aber klar Amtsinhaber Stjepan Mesić.
Nach dem überraschenden Rücktritt von Premierminister Ivo Sanader während der laufenden Legislaturperiode wurde sie am 3. Juli 2009 mit der Bildung einer neuen Regierung beauftragt. Am 4. Juli 2009 wurde sie auf dem ordentlichen Parteitag ihrer Partei fast einstimmig zur Vorsitzenden gewählt. Zwei Tage später, am 6. Juli 2009, wurde Kosor im Parlament mit 83 von 153 Stimmen zur neuen Premierministerin Kroatiens gewählt. Damit war sie die erste weibliche Regierungschefin Kroatiens seit Erlangung der Unabhängigkeit. In ihrer Regierungserklärung kündigte sie an, gegen Korruption vorgehen zu wollen und die angestrebte Mitgliedschaft Kroatiens in der Europäischen Union voranzutreiben.
Nach der Wahlniederlage der HDZ im Dezember 2011 wurde Zoran Milanović (SDP) ihr Nachfolger im Amt des Premierministers.
Nachdem Kosor in einem Interview den Rechtsruck ihrer Partei kritisiert hatte, wurde sie am 1. März 2013 aus der HDZ ausgeschlossen.